# Safareig de Pallerols
El Safareig de Pallerols és una obra del poble de Pallerols, al municipi de Talavera (Segarra) inclosa a l'Inventari del Patrimoni Arquitectònic de Catalunya.

## Descripció
Safareig sítula al costat esquerre del Molí del Valles, fora del nucli urbà de Pallerols. Aquest safareig agafa l'aigua d'un petit canal d'obra que baixa des del riu Ondara. Les seves aigües entren dins d'una estructurar rectangular en forma de petita resclosa. Aquesta construcció presenta una estructura interna a dos nivells; el primer com abeurador del animals i el segon com a safareig. En aquesta ultima zona de safareig, ens trobem amb una estructura d'obra inclinada per rentar la roba. L'aigua sobrant, continua el seu camí, per una canalització que passa per sota d'un del camí de terra, per ser aprofitada per regar els horts de la vila de Pallerols.

## Història
En aquest safareig no tan sols es rentava la roba, també servia per netejar la verdura de l'hort abans de portar-la abans de portar-la a les cases particulars. Normalment aquests safaretjos eren emprats com abeuradors dels animals.